# منتخب فرنسا لكرة الطائرة للسيدات
منتخب فرنسا الوطني لكرة الطائرة للسيدات (بالفرنسية: Équipe de France féminine de volley-ball)‏ هو ممثل فرنسا الرسمي في المنافسات الدولية في كرة طائرة في فئة كرة الطائرة للسيدات.